# Bainet
Bainet, in creolo haitiano Benè, è un comune di Haiti, capoluogo dell'arrondissement omonimo nel dipartimento del Sud-Est.